# ويليام أوغبورن
ويليام فيلدينغ أوغبورن (29 يونيو 1886 - 27 أبريل 1959) (بالإنجليزية: William Fielding Ogburn)‏ عالم اجتماع أمريكي. كان أيضًا إحصائيًا ومدرسا. حصل أوغبورن على بكالوريوس الآداب من جامعة ميرسر، وشهادتي الماجستير والدكتوراه من جامعة كولومبيا. كان أستاذاً لعلم الاجتماع في جامعة كولومبيا من عام 1919 حتى عام 1927، عندما أصبح رئيسًا لقسم علم الاجتماع بجامعة شيكاغو.

## مسيرته
شغل منصب رئيس الجمعية الاجتماعية الأمريكية في عام 1929. وكان رئيس تحرير مجلة الجمعية الأمريكية للإحصاء من 1920 إلى 1926. وفي عام 1931، تم انتخابه رئيسا للجمعية الإحصائية الأمريكية، التي انتخبته أيضا زميلا في عام 1920. كان معروفًا بفكرته عن «التخلف الثقافي».

## وصلات خارجية
- ويليام أوغبورن على موقع الموسوعة البريطانية (الإنجليزية)
- ويليام فيلدينغ أوغبورن وإشكاليات علم الاجتماع